# 황오리 (새)
황오리(ruddy shelduck, 학명: Tadorna ferruginea, 인도에서의 호칭: Brahminy duck)는 오리과에 속하는 새이다. 길이는 58~70센티미터이고 날개 길이는 110~135센티미터인 물새이다. 몸 깃털은 오렌지-갈색을 띄며 머리는 그보다 조금 더 창백한 색을 띄지만 꼬리와 깃털은 검은색이다. 철새의 하나로서 인도아대륙에서 겨울을 나며 유럽 남동부와 중앙아시아에서 짝짓기를 하지만 북아프리카에 거하는 개체수는 적은 편이다.
연못, 강과 같은 내륙의 물 지역에서 대부분 거주한다.
중앙아시아와 동아시아에서 개체수는 일정하거나 상승하고 있으나 유럽에서는 대체로 감소하고 있다. 새의 총 개체수는 많은 편이며 국제 자연 보전 연맹은 이 새의 보존 상태를 최소관심종으로 분류하고 있다.
한국에서는 겨울철새인데, 2~3월에 북상하기 시작하여 북중국 지역이나 러시아 늪지대로 향한다. 허나 지구 온난화의 영향으로 서서히 그 기간이 길어지고 있으며, 2022년에는 6월 13일에 강원도 강릉에서 아직도 머물러 있는 황오리가 발견되어 눈길을 끌었다. 이는 한국 내에서 지구 온난화에 대한 경각심을 다시 불러오게 된 사건 중 하나였다.